# Château de Vauguillain
Le château de Vauguillain est un château situé dans la commune française de Saint-Julien-du-Sault. Il inclut une chapelle dédiée à saint Julien, seul édifice subsistant avec les remparts. L'ensemble domine le bourg de Saint-Julien et la vallée de l'Yonne sur une hauteur.

## Localisation
Le château est situé dans le département français de l'Yonne, sur la commune de Saint-Julien-du-Sault.

## Toponyme
Vauguillain est à rapprocher de Vauquilin, Monguillin, Quilin, Guillain qui sont donnés à des lieux donnant sur une vallée[réf. nécessaire].

## Historique

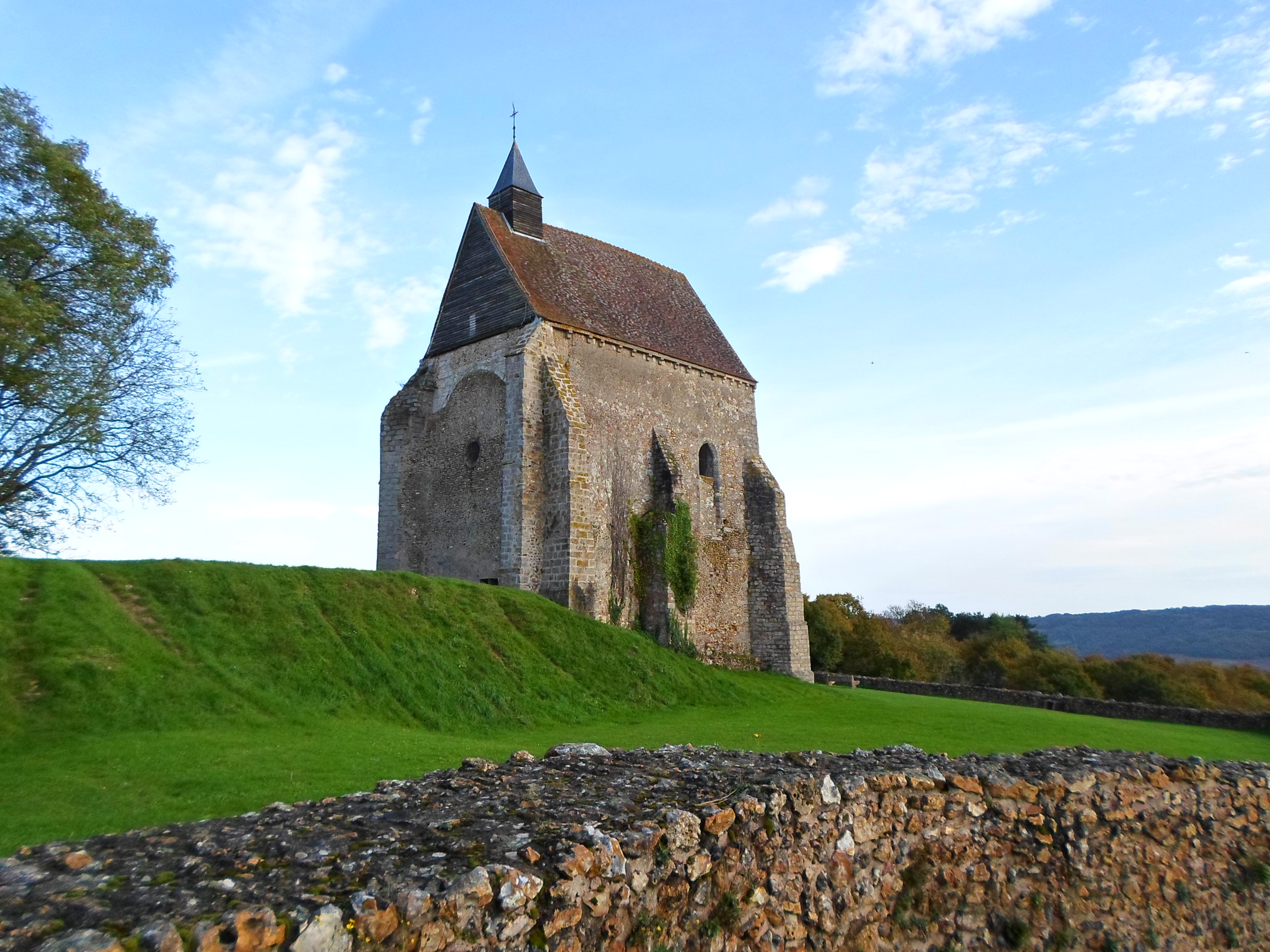
La chapelle de Vauguillain.

Le château qui a pris le nom de la chapelle de Vauguillain a été édifié à la fin du XIIe siècle. S'il ne reste aucune trace d'une précédente construction, il est certain, comme en témoigne un sarcophage gallo-romain en pierre trouvé par un vigneron près de l'ancien cimetière en 1850, que ce point stratégique a été de tous temps occupé. L'enceinte du château comprenait la maison seigneuriale qui communiquait avec la chapelle par une porte, un puits creusé au nord de la chapelle et en 1492 l'archevêque Tristan de Salazar fit construire des remises et des écuries. Le premier gouverneur connu du château par des textes est Symon de Jussemicourt en 1363.
Au XIVe siècle pendant la guerre de Cent Ans, les murs d'enceinte de la forteresse sont détruits puis reconstruits par les habitants. Ce fut à nouveau le cas en 1406 et en 1492. Il servait de résidence aux archevêques de Sens. On peut voir les ruines de l'ancienne enceinte du château dont la grosse tour ronde dite « tour Baron » qui était reliée à une tour carrée.
En 1521-1522, le censier de Saint-Julien-du-Sault établit que le château est au centre d'un réseau de chemins menant à Verlin et Précy. Sept maisons et un emplacement à bâtir se tiennent à ses abords immédiats. Des vignes l'environnent, ce qui dégage la vue sur les assaillants. Une pente de 70 mètres rend très difficile l'accès au hameau de Vauguillain et à la ville de Saint-Julien. 
Démantelé en 1630 en exécution de l'ordonnance royale du cardinal de Richelieu de 1626 , le château est abandonné, mais la chapelle, dédiée à saint Julien, est entretenue par les villageois, jusqu'à la fin du XVIIIe siècle.

## Protection
Les restes de l'enceinte du château font l'objet d'une inscription au titre des monuments historiques en 1925 ; en 1959, la chapelle du château fait l'objet d'un classement.

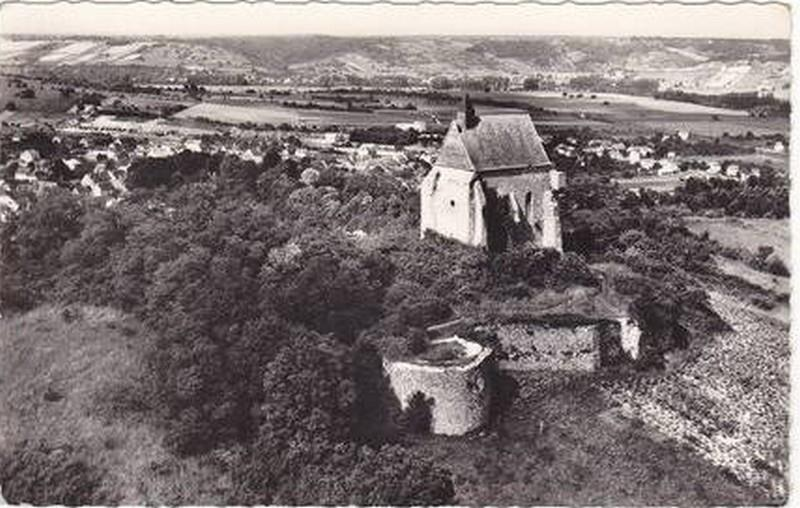
La chapelle Saint-Julien et les ruines du château début XXe siècle.